# Michael Gray (football)
Pour les articles homonymes, voir Michael Gray et Gray.
Michael Gray (né le 3 août 1974 à Sunderland) est un footballeur anglais qui joue au poste d'arrière gauche. 

## Biographie
Il a fait l'essentiel de sa carrière en Angleterre à Sunderland AFC et à Blackburn Rovers. A joué également à Manchester United, prêt Leeds United. De septembre à décembre 2003, il a porté brièvement les couleurs du Celtic FC avec qui il a joué la Ligue des champions. Il joue désormais à Sheffield Wednesday, où il est prêté par les Wolverhampton Wanderers. Il compte 3 sélections en équipe d'Angleterre.